# پانیذ فریوسفی
پانیذ فریوسفی (زادهٔ ۴ مهر) نوازنده، موسیقی‌دان، مدرس ویلن و آهنگساز اهل ایران است.

## زندگی‌نامه
پانیذ فریوسفی در خانواده‌ای هنرمند در تهران متولد شد. مقدمات موسیقی را نزد پدر شهریار فریوسفی و مادر فهیمه اسماعیلی فرا گرفت و پس از آن به هنرستان موسیقی تهران راه یافت. از استادان او در هنرستان می‌توان به سیاوش ظهیرالدینی و ابراهیم لطفی اشاره نمود.
وی تحصیلات موسیقی خود را در «کنسرواتوار کمیتاس» کشور ارمنستان زیر نظر استادانی چون: سورن حق نظریان، روبن کاسمیان، روبن الکساندرویچ، سورن هایرا پتویچ، وچسلاوپترویچ و آرام تالالیان پی گرفت و با دیپلم قرمز (کارشناسی ارشد) فارغ‌التحصیل شد. از دیگر استادان او می‌توان به والودیا تارخانیان، محمدسعید شریفیان، آرام قارابیگیان و … اشاره کرد.
او همچنین چندین مسترکلاس نوازندگی ویولن با استادان اروپایی گذرانده‌است و دوره ای در خصوص رهبری ارکستر و نوازندگی ویلن به مدت ۲ سال نزد آرام قارابیگیان در کنسرواتوار ارمنستان سپری کرده‌است. برادر وی پدرام فریوسفی نیز از نوازندگان و مدرسان ویلن است.

## فعالیت‌های هنری
برخی از فعالیت‌های هنری پانیذ فریوسفی به شرح زیر است:
همکاری با ارکستر فیلارمونیک تهران، مدیر اجرایی و کنسرت مایستر ارکستر فیلارمونیک تهران، سرپرست گروه کوارتت زهی نواک، نوازندگی در ارکستر فیلارمونیک نیویورک با دعوت رسمی این ارکستر، اجرای دوئت ویلن و ویولا در سی و یکمین جشنوارهٔ موسیقی فجر به همراه ستاره بهشتی، تدریس در دانشکده موسیقی هنرهای زیبای دانشگاه تهران، تدریس در دانشگاه جامع علمی کاربردی، تدریس در هنرستان موسیقی دختران، رهبری ارکستر زهی هنرستان موسیقی دختران، همکاری با گروه موسیقی «ذاستا» با آهنگسازی فردین خلعتبری و سرپرستی بهنام ابوالقاسم، سرپرستی و نوازندگی در گروه «دوئت و تریو ویلون و پیانو» - رتبه سوم بخش موسیقی کلاسیک بیست و پنجمین جشنواره بین‌المللی موسیقی فجر، سرپرستی و نوازندگی در گروه «دوئت و تریو ویلون و پیانو» - رتبه دوم بخش موسیقی کلاسیک بیست و چهارمین جشنواره بین‌المللی موسیقی فجر، سرپرستی و اجرا با گروه «کوارتت زهی» در جشنواره ملی جوان ایرانی، سرپرستی و اجرا در کنسرت موسیقی «شب شومان» به همراه خاچیک باباییان، سرپرست گروه سازهای زهی نمایش موزیکال «شهر نغمه‌ها»، سرپرست کوارتت زهی «آرمیران»، همکاری با گروه کر و ارکستر «نامیرا»، تکنوازی در کنسرت موسیقی آثار علیرضا مشایخی به مناسبت بیستُمین سال تأسیس گروه موسیقی «تهران»، همکاری با ارکستر مجلسی نیاوران، همکاری با ارکستر مجلسی ارمنستان به رهبری لوریس چکناواریان

## آثار
از جمله آثار موسیقی که پانیذ فریوسفی در اجرای آنان حضور داشته‌است به موارد زیر می‌توان اشاره نمود:
- نوازندگی در آلبوم موسیقی «ویولن» به همراه روبن کاسمیان و ارکستر سمفونیک ناسیونال اکراین[۲۹]
- نوازندگی (تکنواز) در آلبوم موسیقی «سونات‌های ویلن» به آهنگسازی علیرضا مشایخی[۳۰]
- نوازندگی (تکنواز) در آلبوم موسیقی «زمینی» به آهنگسازی علیرضا مشایخی به همراه ارکستر سمفونیک ملی اوکراین[۳۱]
- نوازندگی و انتشار آلبوم موسیقی «خاطرات هنرستان» به همراه آوا نظر[۳۲]
- نوازندگی در آلبوم موسیقی «ملکه» آهنگسازی حسین علیزاده[۳۳]
- نوازندگی در آلبوم موسیقی امشب کنار غزل‌های من بخواب به خوانندگی همایون شجریان و آهنگسازی فردین خلعتبری[۳۴]
- نوازندگی در آلبوم موسیقی «ایماژ» به آهنگسازی سهیل شیرنگی[۳۵]
- نوازندگی در آلبوم موسیقی «فروغ» به آهنگسازی سامان صمیمی و خوانندگی علیرضا قربانی[۳۶]
- نوازندگی در آلبوم موسیقی «ملکه» به آهنگسازی حسین علیزاده[۳۷]
- نوازندگی در آلبوم موسیقی «سایه تنهایی» به آهنگسازی مهدی سالاری نسب و خوانندگی شاهد طباطبایی[۳۸]
- نوازندگی در آلبوم موسیقی «سایه‌ها» به آهنگسازی علیرضا ثنایی، امیراشکان غلامی و خوانندگی امیراشکان غلامی[۳۹]
- نوازندگی در آلبوم موسیقی «کافه‌های تهران» به آهنگسازی فردین خلعتبری و خوانندگی همایون شجریان[۴۰]
- نوازندگی در آلبوم موسیقی «سیلک، نمای شرقی» به آهنگسازی علی رادمان[۴۱]
- نوازندگی در آلبوم موسیقی «صبر کن …» به آهنگسازی مهیار علیزاده و خوانندگی محمد معتمدی[۴۲]
- نوازندگی در آلبوم موسیقی «چهار فصل باغ ایرانی» به آهنگسازی به آهنگسازی فردین خلعتبری[۴۳]
- «وقتی که آمدی» (آهنگسازی) با صدای آرمین صنایعی[۴۴][۴۵]
- «گفتگوی زنبور و پروانه»، (آهنگساز و تنظیم کننده)[۴۶]